# Index on Censorship

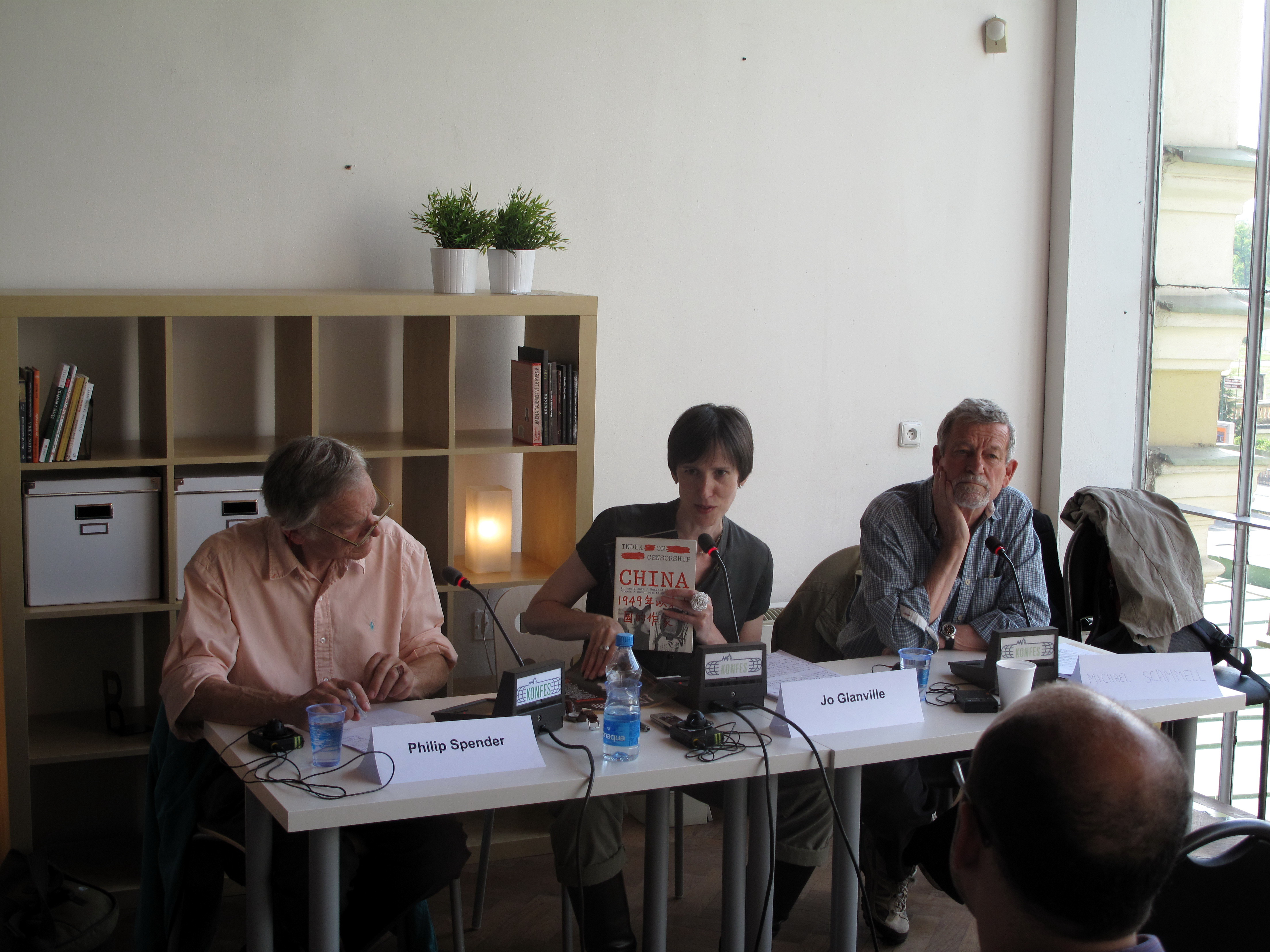
Philip Spender, Jo Glanville, Michael Scammell

Index on Censorship és una organització que advoca per la llibertat d'expressió i que edita una revista trimestral del mateix nom a Londres. Des del 2008 el president d'Index on Censorship, és l'autor, comunicador i comentarista John Kampfner, exredactor del setmanari polític britànic New Statesman. Des del 2007 l'editor de la revista és l'experiodista de la BBC ràdio, Jo Glanville.